# Donnie Wahlberg
Donald Edmond Wahlberg (Dorchester, 17 de agosto de 1969) é um ator, cantor e produtor norte-americano. É membro da boy band New Kids on the Block, muito popular nas décadas de 1980 e 1990.
Filho de uma numerosa família de dez filhos, é irmão do também ator Mark Wahlberg. Ao longo de sua carreira, Donnie participou do elenco de inúmeros filmes, tais como O Sexto Sentido, Annapolis, Jogos Mortais 2, Jogos Mortais 3, Jogos Mortais 4, O Apanhador de Sonhos, O Preço de um Resgate, Baila Comigo, O Dom da Premonição, Gritos Mortais, Redes do Crime, As Duas Faces da Lei, A Vila e I Silence. Além de ter interpretado o Sargento Carwood Lipton no seriado da HBO, Band of Brothers. Donnie Wahlberg também participou de Dead Silence, um filme dirigido por James Wan, o mesmo diretor de Jogos Mortais.
Em Band of Brothers, Donnie trabalhou com outros atores com os quais fez muita amizade, tais atores sendo Ross McCall, Kirk Acevedo, Damian Lewis, David Schwimmer, entre outros. 

## Início da Vida
Wahlberg nasceu no bairro de Dorchester de Boston, Massachusetts, como o oitavo de nove filhos, com irmãos mais velhos Arthur, Jim, Paul, Robert , Tracey, Michelle, Debbie (falecido em 2003) e irmão mais novo Mark Wahlberg. Ele também tem três meio-irmãos de seu pai. Sua mãe, Alma Elaine, era funcionária do banco, e também era auxiliar de enfermagem, e seu pai, Donald Edmond Wahlberg (falecido em 2008) foi um carroceiro que trabalhava como motorista de entrega. O casal se divorciou em 1982. Donnie tem ascendência sueca, inglesa, irlandesa, escocesa, e franco-canadense.

## New Kids on the Block
Ver artigo principal: "New Kids on the Block"
Como cantor, Wahlberg é conhecido como um membro original da boyband New Kids on the Block.

## Vida pessoal
Wahlberg casou-se com Kim Fey em 20 de agosto de 1999. Ele tem dois filhos com Fey, Alexander Xavier Wahlberg (nascido em 4 de março de 1993) e Elijah Hendrix Wahlberg (nascido em 20 de agosto de 2001). Wahlberg enigmático pediu o divórcio em 13 de agosto de 2008 alegando "diferenças irreconciliáveis".
Wahlberg é um fã apaixonado do Boston Celtics e foi visto em vários dos seus jogos. Ele estará narrando um documentário chamado "A Associação: Boston Celtics" na temporada de 2010-2011 que a equipe vai ao ar a ESPN, entre 2010 e 2011.

## Filmografia

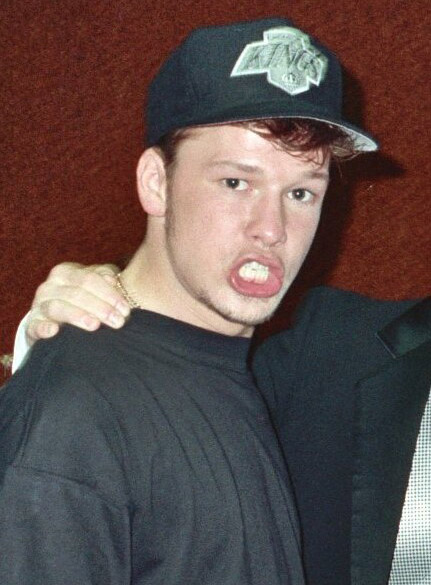
Donnie em 1990

| Filmes                                | Filmes                                             | Filmes                    | Filmes                   |
| Ano                                   | Título                                             | Papel                     | Nota                     |
| ------------------------------------- | -------------------------------------------------- | ------------------------- | ------------------------ |
| 1996                                  | Bullet                                             | Big Balls                 |                          |
| 1996                                  | Ransom                                             | Cubby Barnes              |                          |
| 1996                                  | Black Circle Boys                                  | Greggo                    |                          |
| 1996                                  | Body Count                                         | Booker                    |                          |
| 1998                                  | Butter                                             | Rick Damon                |                          |
| 1998                                  | Southie                                            | Danny Quinn               |                          |
| 1999                                  | Purgatory                                          | Deputy Glen/Billy The Kid |                          |
| 1999                                  | The Sixth Sense                                    | Vincent Grey              |                          |
| 2000                                  | Bullfighter                                        | Chollo                    |                          |
| 2000                                  | Diamond Men                                        | Bobby Walker              |                          |
| 2002                                  | Triggermen                                         | Hitman Terry Mulloy       |                          |
| 2003                                  | Dreamcatcher                                       | Douglas "Duddits" Cavell  |                          |
| 2004                                  | 50 First Dates                                     | Vincent Grey              |                          |
| 2005                                  | Saw II                                             | Detetive Eric Matthews    |                          |
| 2005                                  | Marilyn Hotchkiss' Ballroom Dancing & Charm School | Randall Ipswitch          |                          |
| 2006                                  | Annapolis                                          | Burton                    |                          |
| 2006                                  | Saw III                                            | Detetive Eric Matthews    |                          |
| 2007                                  | Kings of South Beach                               | Detetive Andy             |                          |
| 2007                                  | Dead Silence                                       | Detetive Jim Lipton       |                          |
| 2007                                  | Saw IV                                             | Detective Eric Matthews   |                          |
| 2008                                  | Turok                                              | Shepherd                  | Videogame                |
| 2008                                  | Righteous Kill                                     | Detetive Ted Reily        |                          |
| 2008                                  | What Doesn't Kill You                              | Detetive Moran            |                          |
| 2008                                  | 1 1/2 Ritter                                       | Cantor                    |                          |
| 2011                                  | Zookeeper                                          | Melly Jonsey              |                          |
| Participações em programas e seriados |                                                    |                           |                          |
| Ano                                   | Título                                             | Papel                     | Episódio(s)              |
| 1998                                  | The Taking of Pelham One Two Three                 | Mr. Grey                  |                          |
| 2000                                  | The Practice                                       | Patrick Rooney            | 1 episodio, "Settling"   |
| 2001                                  | Band of Brothers                                   | Carwood Lipton            | minissérie               |
| 2001                                  | Big Apple                                          | Chris Scott               | 7 Episodios              |
| 2002 - 2003                           | Boomtown                                           | Detetive Joel Stevens     | série de televisão       |
| 2006                                  | Runaway                                            | Paul Rader                |                          |
| 2006                                  | The Path to 9/11                                   | Detective Kirk            | minissérie               |
| 2007                                  | The Kill Point                                     | Detetive Horst Cali       |                          |
| 2010                                  | Rizzoli & Isles                                    |                           | 2 Episodios              |
| 2010                                  | Blue Bloods                                        | Detetive Danny Reagan     |                          |
| 2010                                  | In Plain Sight                                     |                           | episódio 1, 3ª temporada |